# Kunzea ericoides
Kunzea ericoides ist eine Pflanzenart aus der Gattung Kunzea innerhalb der Familie der Myrtengewächse (Myrtaceae). Bis 1983 war diese Art in die Gattung Leptospermum eingeordnet. Kānuka ist einer der Trivialnamen der Māori für diese Pflanzenart, andere māori-sprachige Bezeichnungen sind Mānuka-Rauriki („kleinblättriger Mānuka“), Māru, Mānuoea und Rāwiri, englisch white tea-tree.

## Beschreibung

### Vegetative Merkmale
Kunzea ericoides wächst als oft an der Basis verzweigter Strauch oder Baum. Exemplare in Neuseeland erreichen Wuchshöhen von bis zu 15 Meter und Stammdurchmesser von bis zu 40 Zentimeter. Mit seinen kleinen, aber sehr zahlreichen weißen Blüten kann der Baum einen ganzen Hügel weiß färben, so dass er wie schneebedeckt erscheint.
Die kurz gestielten, dicklichen Blätter sind länglich, schmal-elliptisch bis verkehrt-eiförmig bis -eilanzettlich und bis 25 mm lang und bis 3 mm breit, die Spitze ist spitz bis zugespitzt und sie sind mehr oder weniger fein behaart.

### Generative Merkmale
Drei oder bis zu 15 gestielte Blüten befinden sich seitenständig in kleinen Gruppen in traubigen Blütenständen. Die weißen Blüten enthalten viele Staubblätter. Der Fruchtknoten ist unterständig.
Die mit einer Größe von bis etwa 4 mm relativ kleinen Kapselfrüchte bleiben nur kurz stehen. Sie enthalten viele, bis 1 mm große Samen.

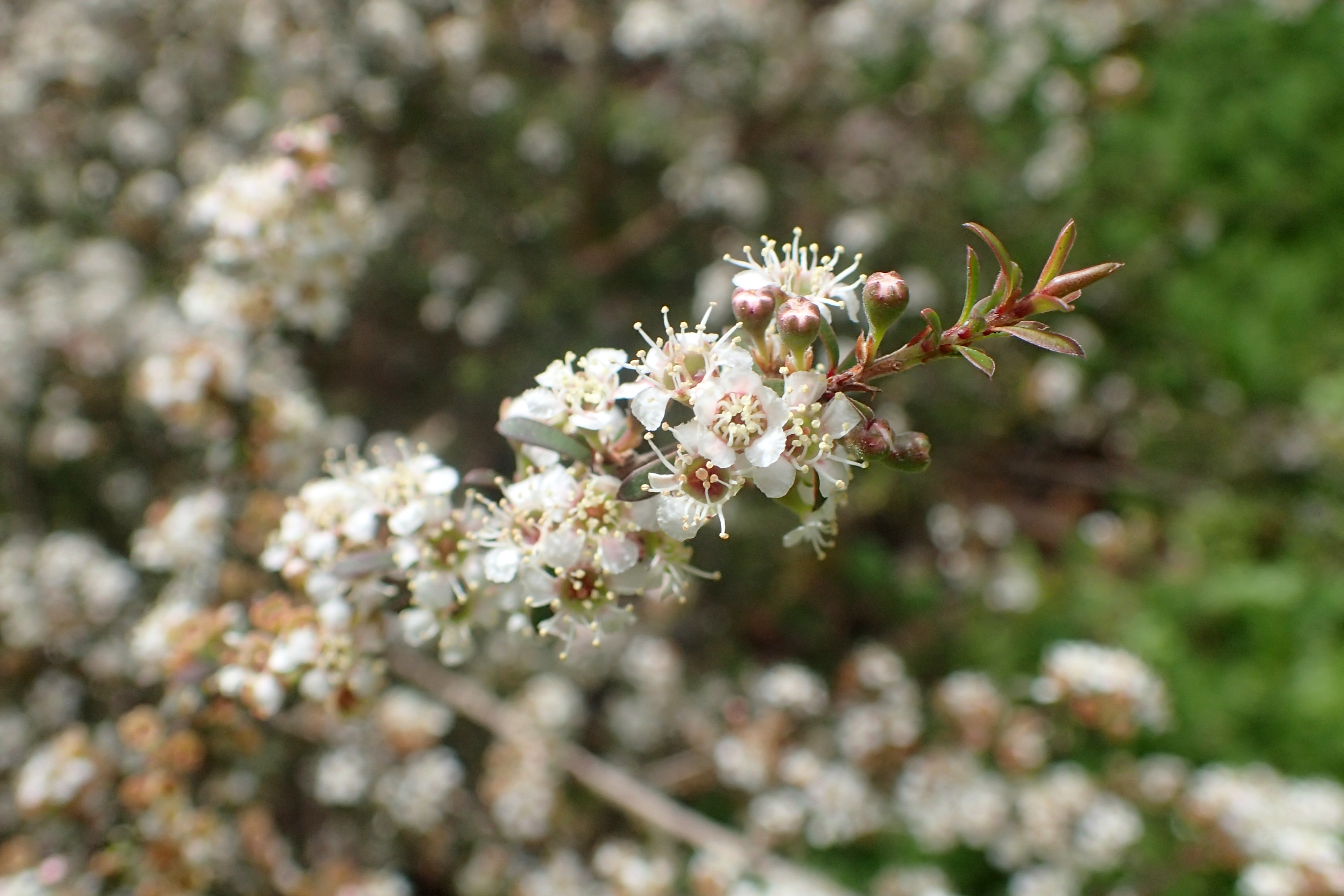
Zweig mit Blüten
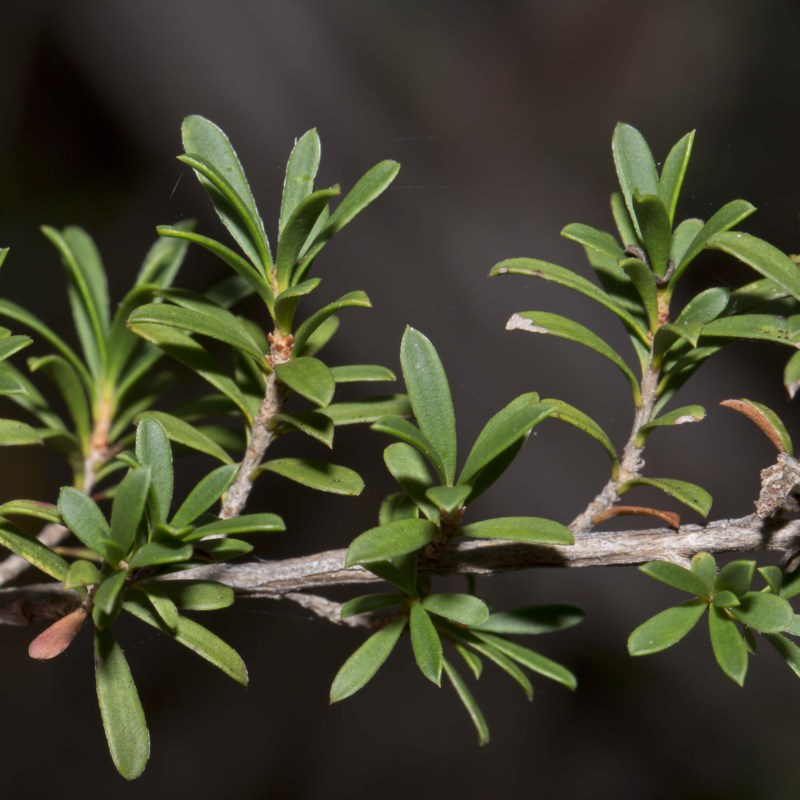
Blätter
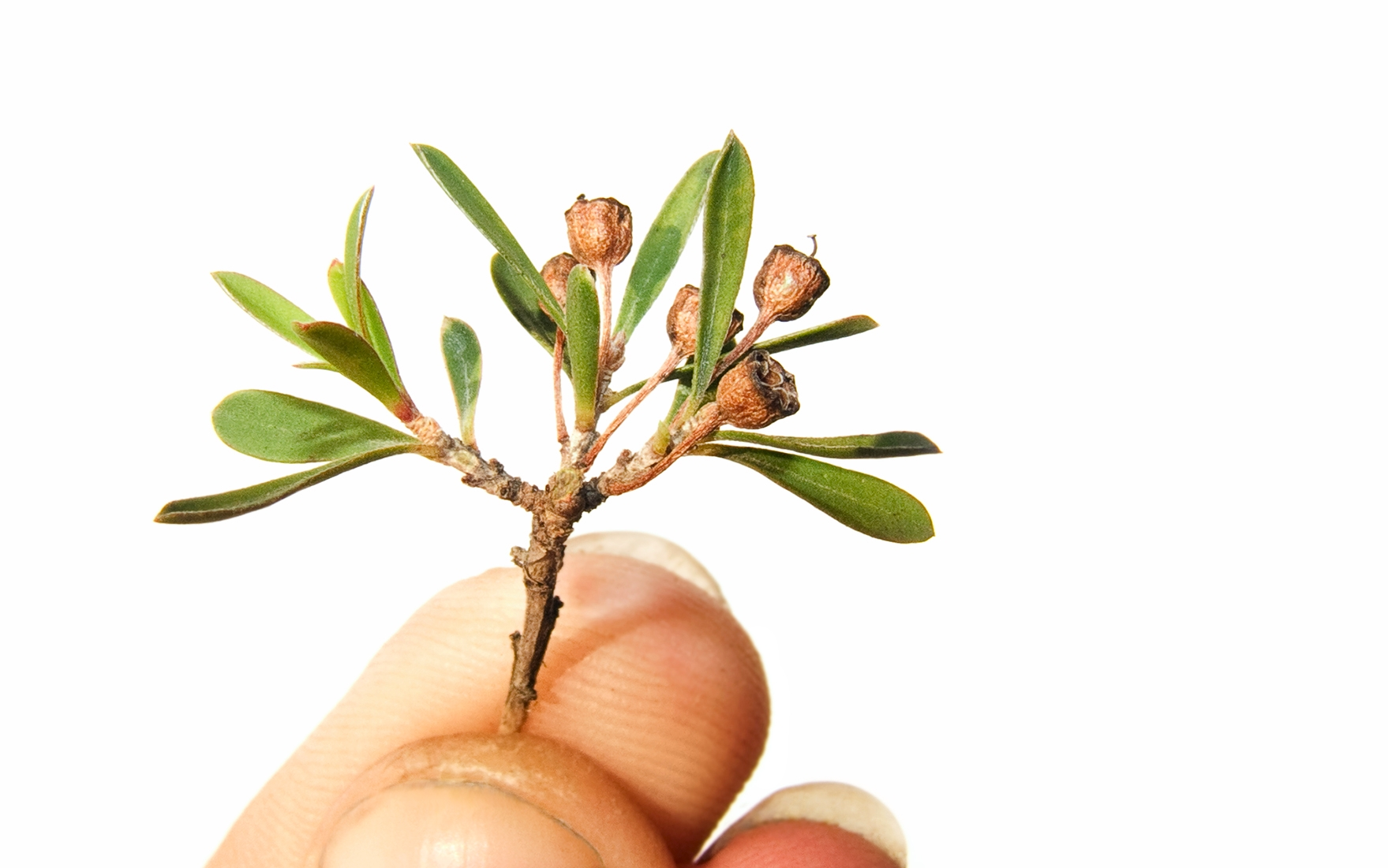
Kapselfrüchte

Leptospermum scoparium (Manuka) und Kunzea ericoides werden als äußerlich ähnliche Arten oft verwechselt. Die Blätter von Kunzea ericoides sind jedoch weich, die von Leptospermum scoparium stechen. Die Blüten, Kapselfrüchte und Samen der kleineren Leptospermum scoparium sind größer und die Kapselfrüchte bleiben ein Jahr stehen. Auch ist Kanuka sehr langlebig.
Die Chromosomenzahl von Kunzea ericoides beträgt 2n = 22.

## Vorkommen
Kunzea ericoides ist in Australien und Neuseeland verbreitet. In Australien kommt Kunzea ericoides in den Bundesstaaten South Australia, Victoria, New South Wales und Queensland vor. Sie ist besonders in küstennahem Buschland verbreitet und besiedelt Land, das nach Bränden oder Aufgabe der Landwirtschaft brachliegt. Es gibt Berichte über ein Vorkommen in einer Höhenlage von bis zu 2000 Meter.

## Verwendung
Aus den Blätter und Zweigen wird das Kanukaöl gewonnen.
Das Holz von Kunzea ericoides ist sehr hart und wird, obwohl es im Boden nicht dauerhaft haltbar ist, für Pfähle von Kais und für Werkzeuggriffe verwendet. Es ist besonders beliebt als Feuerholz, da es mit hoher Temperatur brennt.
Kakariki-Papageien verwenden die Rinde und Blätter von Kunzea ericoides und Leptospermum scoparium, um ihre Parasiten zu bekämpfen.  Einerseits fressen sie die Pflanzenteile, andererseits kauen sie das Material und tragen es, vermischt mit dem Sekret der Bürzeldrüse auf ihre Federn auf.
Die Pflanze wird gern von Honigbienen aufgesucht. Der von den Bienen gesammelte Honig wird regional als Kanuka-Honig bezeichnet, er ist ähnlich wie der Manuka-Honig.
Der Honig aus dem Nektar von Kunzea ericoides kann aber den Wirkstoff Methylglyoxal (MGO) nicht entwickeln; im Gegensatz zum Manuka-Honig fehlt ihm Dihydroxyaceton (DHA) als Ausgangsstoff für die MGO-Synthese.